# 中村忠弘
中村 忠弘（なかむら ただひろ）は、日本・アメリカ合衆国で活動するスタントマン。アルファスタント所属。

## 人物
高校時代には体操を学び、倉田アクションクラブを経てアルファスタントに所属。
『パワーレンジャーシリーズ』に最初に参加した6人の日本人スタントマンの1人であり、主にモンスターのスーツアクターを務めた。
2002年後半にパワーレンジャーの撮影ロケ地がニュージーランドに移ってからもカリフォルニア州ロサンゼルスを拠点に活動している。

### ノミネート歴
- 2008年全米映画俳優組合賞スタントアンサンブル賞候補『パイレーツ・オブ・カリビアン/ワールド・エンド』[5]※他のスタッフと連名でノミネート。

## 参加作品

### テレビドラマ（出演）
- パワーレンジャー Mighty Morphin' Power Rangers(1995 - 1996) - アクェイター・レッドレンジャー、アイガイ、他モンスター多数、Zゴーレム、テンガ・ウォーリアーズ
- パワーレンジャー・ジオPower Rangers Zeo(1996) - モンスター、テンガ・ウォーリアーズ、コッグズ
- パワーレンジャー・ターボ Power Rangers Turbo(1997) - ピラナトロン
- パワーレンジャー・イン・スペース Power Rangers in Space(1998) - ミケランジェロ、サイコレッド、サイコイエロー、コーラライザー、クァントロン、アンドロスのスタントダブル
- パワーレンジャー・ロスト・ギャラクシー Power Rangers Lost Galaxy(1999) - サイコレッド、トラキーナのスタントダブル、他スタント
- パワーレンジャー・ライトスピード・レスキュー Power Rangers Lightspeed Rescue(2000) - イエローライトスピードレンジャー、サイボーグイエローレンジャー、ウエス・コリンズのスタントダブル
- パワーレンジャー・タイムフォース Power Rangers Time Force(2001) -タイムフォースイエローレンジャー、サイクロボット、スタント
- パワーレンジャー・ワイルドフォース Power Rangers Wild Force(2002) - イエローイーグルレンジャー、レッドターボレンジャー（全員集合時）、マンディロク、ピュートリッド、コッグス、他スタント
- パワーレンジャー・ダイノサンダー Power Rangers Dino Thunder(2004)-イエローダイノレンジャー
- Battleground: The Art of War(2005) - スタント
- KAMEN RIDER DRAGON KNIGHT Kamen Rider: Dragon Knight(2008) - 仮面ライダードラゴンナイト、仮面ライダーストライク、レッドミニオン、その他スタント
- LOST Lost(2010) - 道厳（真田広之）のスタントダブル
- オズの魔法使い The Witches of Oz(2011) - スタント
- Mortal Kombat(2014) - スタント
- トゥルーブラッド True Blood(2014) - スタント
- エージェント・オブ・シールド Agents of S.H.I.E.L.D.(2014) - スタント
- ザ・ラストシップ The Last Ship(2016) - スタント

### 映画（出演）
- パワーレンジャー・映画版 Mighty Morphin Power Rangers The Movie(1995) - スタント
- ハイボルテージ High Voltage(1997) - スタント
- 破壊王 DRIVE Drive(1997) - スタント
- GEDO The Fatal Blade 外道(1999) - スタント
- ウィケッド・ゲーム Wicked Game(2000) - スタント
- The Ghost（2001) - スタント
- シャドー・フューリー Shadow Fury(2001) - スタント
- ラスト サムライ  The Last Samurai（2003) - スタント
- Funky Monkey(2004) - チャウ3
- Max Havoc: Curse of the Dragon(2004) - スタント
- ウエスト・オブ・ザ・デッド All Souls Day: Dia de los Muertos(2005) - スタント
- エレクトラ Elektra(2005) - ワイヤースタント
- セレニティー Serenity(2005) - スタント
- ポセイドン Poseidon(2006) - スタント
- パイレーツ・オブ・カリビアン/ワールド・エンド Pirates of the Caribbean: At World's End(2007) - スタント
- 燃えよ!ピンポン Balls of Fury(2007) - スタント
- Broken Path(2008) - ユキオ、スタント
- NINJA ニンジャ in LA Hellbinders(2009) - スタント
- エンジェル・オブ・デス Angel of Death(2009) - スタント
- NINJA Ninja(2009) - スタント
- Love Like Bullets(2010) - ヨシの護衛2
- アタック・オブ・ザ・50フィート・チアリーダー Attack of the 50 Foot Cheerleader(2012) - カメラアシスタント
- レッド・ドーン Red Dawn(2012) - スタント
- オズの魔法使い Dorothy and the Witches of Oz(2012) - スタント
- エンド・オブ・ホワイトハウス Olympus Has Fallen(2013) - スタント
- Everly(2014) - スタント
- Masterless(2015) - サムライ2
- KARATE KILL/カラテ・キル(2016) - カスタマー、スタント
- キングコング:髑髏島の巨神 Kong: Skull Island(2017) - スタント
- Syndicate Smasher(2017) - ヤクザ5

### テレビ映画（出演）
- ハウス・オブ・ザ・デッド2 House of the Dead 2(2005) - スタント

### オリジナルビデオ（出演）
- 人質奪還 アラブテロVSアメリカ特殊部隊 Special Forces(2003) - スタント
- When the Cobra Strikes(2012) - ヤクザ2

### ゲーム（出演）
- デビルメイクライ3(2005) - スタント
- バイオハザード5(2009) - スタント
- バイオハザード6(2012) - スタント

### その他（出演）
- だんご侍(2014) - 侍A
- Power/Rangers(2015) - 北朝鮮マフィア

### 映画（スタッフ）
- ウィケッド・ゲーム Wicked Game(2000) - カースタント・スーパーバイザー
- The FEAST/ザ・フィースト The Feast(2006) - スタントリガー
- 女体銃　ガン・ウーマン Gun Woman(2014) - アシスタント・スタントコーディネーター
- Family Business(2015) - スタントコーディネーター

### ゲーム（スタッフ）
- デビルメイクライ3(2005) - アクション・アシスタント